# مولاوي
مولاوي (Μολάοι) هي مدينة في لاكونيا في مقاطعة كينتريكي إلادا في اليونان.